# Movilización estudiantil en Chile de 2008
La Movilización estudiantil de 2008 en Chile corresponde una serie de manifestaciones, protestas y demás muestras de descontento ciudadano, originadas por la molestia de los actores sociales involucrados en la educación, más específicamente los estudiantes, ante el incumplimiento de los acuerdos llegados con el gobierno de Michelle Bachelet respecto a políticas educacionales, y segundo, ante la inminente aprobación de la Ley General de Educación (LGE) a lo que a juicio de los estudiantes secundarios y universitarios, sería una nueva versión de la LOCE, la cual fue el motivo por el cual surgieron las movilizaciones de 2006. Además, la movilización está marcada por la situación de crisis de la educación superior (evidenciada en la inminente quiebra de las Universidad de Valparaíso y Universidad Tecnológica Metropolitana, pertenecientes al Consorcio de Universidades Estatales, y al cierre de la Universidad La República, en control de particulares) la crisis ante la negación del reconocimiento de la TNE por parte del gremio autobusero en Valparaíso, y a la fuerte represión ejercida tanto desde el gobierno, la empresa privada (sostenedores), las autoridades de los colegios y el silenciamiento de esta represión por parte de los medios de comunicación masivos o mainstream massmedia.

## Antecedentes

### Movilización de 2006
Durante el año 2006 los estudiantes secundarios paralizaron casi la totalidad de los establecimiento del país, a lo que se sumó el paro de la mayoría de las universidades, en lo que se llamó la "Revolución pinguina", sus principales demandas eran la eliminación de la LOCE, ley heredada de la dictadura militar que regula la educación en Chile, además del término de la municipalización de la educación y el pasaje gratuito en la locomoción colectiva, entre otras demandas.
El conflicto terminó con la instauración del un Consejo Asesor Presidencial para la Educación, en el cual estaban representados todos los actores de la educación, este debería generar indicaciones que sirvieran como base para la generación de un nuevo marco regulatorio de la educación.
A partir de esto el Gobierno manda al Parlamento el proyecto de "Ley General de Educación", que sin embargo debe ser acordado con la oposición dejando fuera algunas de las principales demandas de los estudiantes, como el término al lucro y el fin de la municipalización.

### Mesa de convergencia estudiantil
Ante el rotundo fracaso que habían significado las movilizaciones de 2007, y a la poca masividad conseguida, en enero de 2008 se creó una mesa de Convergencia Estudiantil, donde las Federaciones de estudiantes de la Universidad de Chile, Valparaíso, Playa Ancha (Mesa interina) y Alberto Hurtado, y varias organizaciones de secundarios, buscaban rearticular el movimiento, que, tras un fuerte proceso represivo ejercido tanto, por la policía, los directivos de los colegios y el infiltramiento de las organizaciones por parte de partidos políticos, mas la criminalización ejercida por la prensa, había sido reducido a su mínima expresión. Los resultados de aquella mesa son desconocidos, pero la FEUV a principios de marzo vaticinaba una gran cantidad de movilizaciones.

### Movilizaciones en el Gran Valparaíso por la TNE
El gremio autobusero señaló que no reconocería como válida la Tarjeta Nacional Estudiantil para acceder a la exención de parte del pago del costo del pasaje para los estudiantes de básica, media y universitaria, y en cambio exige la obtención del llamado "Pase con beneficio" el cual tenía un costo de CLP$7 000 (Casi 14 dólares de la época) contra la TNE que se repartía gratuitamente con cargo a la JUNAEB. Esto provocó la rearticulación del movimiento en Valparaíso y a finales de marzo se generaba la Coordinadora de Estudiantes Secundarios de Valparaíso, dos semanas después venían las primeras marchas y se establece la CES de Viña, y para finales de abril, el comité de continuidad de la CES de Quilpué pasa a denominarse Coordinadora como tal, organizando una gran cantidad de marchas y manteniendo largas jornadas de protesta durante abril y mayo.

### Situaciones en las Universidades
- Se debe señalar, en primer término, las movilizaciones protagonizadas por los Estudiantes de la Universidad de Valparaíso. Esta Universidad había sufrido una grave crisis el año anterior, en la cual quedó al descubierto una grave situación de corrupción que desencadenó un periodo de movilización de casi un mes y medio, la renuncia del Rector Juan Riquelme, y el estigma de la UV como la Universidad más endeudada de Chile. Las actuales situaciones son primero, en rechazo a la elección de nuevo rector si no se aclaraban las responsabilidades del desfalco ocurrido en el periodo anterior, y segundo, exigir al Estado asumir la deuda de la Universidad y terminar con la lógica del autofinanciamiento.
- Similar situación se vive en la UTEM, donde los estudiantes protestaron arduamente para sacar al rector, Miguel Ángel Avendaño, por ser sindicado como el principal culpable de la situación actual de la Universidad.
- Las Universidades Técnica Federico Santa María y Católica de Valparaíso realizaron varias jornadas de intensa protesta que se prolongaron por casi un mes. Tomas de la Intendencia, el Seremi de Educación por parte de la UTFSM que se realizaron de manera pacífica y sin detenidos. La PUCV realizó cortes de calle en las cercanías de las distintas sedes de estudio de Valparaíso, siendo más notorias las de su Casa Central, pero por sobre todo las realizadas en Av. Álvarez en cercanías del Castillo de Historia que contuvieron numerosas barricadas. La UTFSM (Casa Central) también realizó variados cortes de calle en Av. España que derivaron en enfrentamientos con Carabineros, llegando éstos incluso a ingresar a la Universidad para desalojar a los manifestantes. Luego de intensos enfrentamiento violentos con las fuerzas de orden público, la Universidad Católica de Valparíso radicalizó sus posturas, pasando a tomarse todas sus facultades. Las revindicaciones consistieron principalmente en el rechazo a la mercantilizacion de la educación, encarnado en la LOCE, LGE y la derogación y modificación de los Decretos 45 y 20 respectivamente
- Algunas universidades privadas también se fueron a paro. Once carreras de la Universidad Diego Portales, también la Universidad Alberto Hurtado, la Universidad Tecnológica Metropolitana(Universidad Estatal, en Paro y Toma ), entre otras.

## Desarrollo

### Primeras movilizaciones
En vista de la inminencia del alza del pasaje escolar, durante los meses de Marzo, Abril y Principios de Mayo, la Universidad Católica de Valparaíso pasó de estar en paro de actividades a la toma de los establecimientos por parte de sus estudiantes, mientras que la Universidad Técnica Federico Santa María protagonizó largas y polémicas jornadas de protesta en su casa central. Los estudiantes de secundaria de Valparaíso y Viña se sumaban a las marchas.
Luego del discurso presidencial del 21 de mayo, en el cual no se aseguró las reformas que los estudiantes venían exigiendo, se producen las primeras tomas de establecimientos por parte de los estudiantes secundarios.

### Paro de Magisterio yPuertazopor la Educación
El Colegio de Profesores de Chile, convoca para un paro de 24 horas el día miércoles 4 de junio, con el objetivo de hacer ver su rechazo al proyecto de Ley General de Educación. Luego de no tener respuesta por parte del Gobierno, deciden realizar un paro de una semana. El día 16 de junio comienza el paro, con casi un 90% de adhesión. El día 18 de junio más de 10.000 profesores y estudiantes se movilizaron hacia Valparaíso, sede del Congreso Nacional, para exigir el rechazo a la Ley.
Sin escuchar a los actores sociales, y con la celebración de la oposición conservadora, el día 19 de junio se aprueba el proyecto en la Cámara de diputados, que luego debe pasar al Senado. Esto, ocurriría el 15 de diciembre, cuando el senado aprueba el legislar sobre esta ley. Desde ese entonces implicará que se revisará su articulado.

### Decaída del movimiento
Luego del desgaste y la continua criminalización por parte del gobierno y los medios de comunicación social, el movimiento perdió apoyo interno y no logró tomar la suficiente fuerza. 